# 80th Fighter Group
Die 80th Fighter Group (deutsch 80. Jagdgruppe) war von 1942 bis 1945 eine fliegende Einheit der United States Army Air Forces.

## Geschichte
Sie wurde am 13. Januar 1942 zusammengestellt und im folgenden Monat als 80th Pursuit Group (Interceptor) in Dienst gestellt. Im Mai desselben Jahres wurde sie in 80th Fighter Group umbenannt.
Die Kampfgruppe war nach dem japanischen Einfall in Burma während des Zweiten Weltkriegs die erste alliierte Einheit, die wieder in Burma stationiert werden konnte. Im Verlauf der zwei Jahre, die sie dort eingesetzt war, bürgerte sich der Spitzname Burma Banshees ein. Ihre Hauptaufgabe bestand in der Luftunterstützung von alliierten Operationen, wie Geleitschutz für die Transportflüge nach Yunnan im Westen Chinas (→ The Hump), dem Schutz von Nachschubwegen zum Bau der Ledo-Straße und Angriffe gegen japanische Blockadestellungen mit dem weitreichenden Ziel die Japaner aus Nordburma zu vertreiben. Bodentruppen, die von ihnen unterstützt wurden, waren die Chindits und Merrill’s Marauders. Bedingt durch diese Haupteinsatzgebiete gab sich die Gruppe das Motto Angels on our Wings.
Die Jagdgruppe war in drei Staffeln eingeteilt. Die 88th, 89th und 90th Fighter Squadron. Nach ihrer Zusammenstellung trainierten sie zunächst mit P-47 Thunderbolts und P-40 Warhawks in Farmingdale und Mitchel Field in New York. Zunächst war ihr vorgesehenes Einsatzgebiet der europäische Kriegsschauplatz, doch dann wurde die Gruppe nach Karatschi in Indien verlegt. Mitte 1943 erfolgte die Stationierung im Assam-Tal. Von dort aus flogen sie die ersten Geleitschutzflüge über den Himalaya mit den Transportmaschinen der 10th Air Force und später dem Air Transport Command (ATC).
Im Oktober 1943 wurde eine vierte Staffel formiert, die 459th Fighter Squadron, auch Twin Dragons genannt. Sie war mit P-38H Lightnings ausgestattet und im Raum Chittagong bei Kalkutta stationiert. Ihr Haupteinsatzgebiet war Südburma. Nachdem ihre Maschinen mit größeren, abwerfbaren Zusatztanks ausgestattet worden waren und damit eine größere Reichweite besaßen, flog die 459th Fighter Squadron ab dem 5. März 1944 Luftunterstützung für die von den Chindits ausgeführte Operation Thursday.
Ab Oktober 1944 konzentrierten sich die Einsätze der 80th Fighter Group in Nordburma auf die Zerstörung der Strecken der Burmabahn. Eine Staffel konnte schließlich Anfang 1944 nach Shingbwiyang verlegt werden und befand sich damit in direkter Nähe der im Bau befindlichen Ledo-Straße. Die Staffel flog viele Einsätzen gegen vorrückende japanische Kräfte und war maßgeblich an der Einnahme von Myitkyina beteiligt. Dazu wurden auch Napalmbomben, teilweise sehr nah bei den eigenen Linien, eingesetzt.
Am 27. März 1944 kam es zu einem groß angelegten japanischen Luftangriff auf eine Ölraffinerie bei Ledo in Assam, bei dem die 80th Fighter Group als Verteidiger zum Einsatz kam und den Angriff erfolgreich abwehren konnte. Sie schossen 18 feindliche Maschinen ab, ohne eine eigene zu verlieren.
Nach der Eroberung von Myitkyina und dem nahegelegenen Flugfeld am 17. Mai 1944 verlegten Teile der 80th Fighter Group auf diesen Standort. Während der schweren Kämpfe um Kohima und Imphal forderten die dort eingesetzten britischen Truppen Luftunterstützung an und die 80th Fighter Group konnte erfolgreich den japanischen Vorstoß mit vereiteln.
Im weiteren Verlauf der Einsätze in Burma zerstörten die Piloten der 80th Fighter Group mit ihren modifizierten P-40, die mit einer 1000 Pfund Bombe ausgerüstet waren, mehr als 200 von den Japanern gehaltene Brücken und schossen rund 80 japanische Flugzeuge ab.
Der Einsatz der 80th Fighter Group endete im Mai 1945.